# Albert Ernest II Oettingen
Albert Ernest II Oettingen (ur. 8 sierpnia 1669, zm. 3 marca 1731) – ostatni książę Oettingen. Syn Alberta Ernesta I i jego żony Fryderyki.

## Życiorys
Poślubił Zofię Heską. Mieli dwoje dzieci :
- Alberta Ernesta
- Elżbietę Fryderykę